# أديبة سوزان
الأستاذ. الدكتور. أديبة سوزان ( بالتركية : Edibe Sözen )( ولدت في 1 يناير عام 1961 في مدينة سيفاس ) عالمة إجتماع تركية ، و عالمة الإتصالات وسياسية.
تخرجت أديبة سوزان في عام 1982 من قسم العلاقات الدولية بكلية الإقتصاد والعلوم الإدارية بجامعة مرمرة. و أنهت أديبة الماجستير بقسم البنية الإجتماعية والتغير الإجتماعي في عام 1984. وحصلت أديبة سوزان على لقب الدكتوراه من خلال مشروع بعنوان " البنية الإجتماعية ، و التغير الإجتماعي والهوية الإجتماعية " وذلك بالقسم نفسه في عام 1989. وخلال أعوام 1991 – 1993 أجرت أديب سوزان أبحاثاً في موضوعات مثل " نظرية التمثيلات الإجتماعية " و " التواصل الإنساني " من خلال وضع " زميل الفخرية " في قسم فنون الإتصالات بجامعة ويسكونسن. وفي عام 1994 حازت على لقب أستاذ علم الإجتماع التطبيقي. وخلال أعوام 1985 – 2007 شغلت أديبة سوزان منصب عضو هيئة التدريس في كلية الإتصالات بجامعة إسطنبول. و أجرت أبحاث في مجالات مثل " حقوق الإنسان ، و مفاهيم المجتمع المدني و وعلاقة هذا المفهوم بالتواصل. و أجرت أبحاث أيضاً في مجال التواصل بين الثقافات ، و التواصل الدولي و بناء الهويات. وكتبت مقالات بالعمود لفترة ما في صحيفة " الوقت ". وفي نهاية عام 2006 شغلت أديبة سوزان منصب نائب الرئيس العام لحزب العدالة و التنمية والمسئول عن الإعلام والعلاقات العامة. و أنُتخبت أديبة كنائبة عن إسطنبول في الفترة الثالثة والعشرون عن حزب العدالة و التنمية في الإنتخابات العامة لعام 2007. و احتلت مكانة في القائمة في الإنتخابات العامة لعام 2011. وكانت أديبة تعطي محاضرات في وسائل الإعلام الجديد– علم الإجتماع بوصفها عضو هيئة التدريس في جامعة حسن كاليونجو. وقد رشُحت أديبة سوزان لمنصب رئيس بلدية مالتيب عن حزب العدالة و التنمية في الإنتخابات المحلية بتركيا لعام 2014. إلا أن مرشح حزب الشعب الجمهوري علي كيليتش قد فاز بفارق ما يقرب من 10 نقاط.

## كتبها
- الخطاب (2000 )
- هويتنا (2000 )
- نحن جميعاً دوليين نحن جميعاً محليين – زوكربيرج جالاكسي من جوتنبرج جالاكسي (محرر )
- ذاكرتنا بوسائل الإعلام (1999 )
- منطق السحالي (2004 )
- ممارسة حقوق الإنسان في الحياة اليومية ( سوزين، أيتن، إيري ) (2006 )
- تسوية الولايات المتحدة و الاتحاد الأوروبي بتركيا ( جوكتشا، ديميري، سوزين ) (2006 )
- النساء في الانتقال من الهوية الاجتماعية إلى الهوية السياسية (2008 )

## وصلات خارجية
http://www.twitter.com/edibesozen